# Грин, Джек Филип
Джек Грин (Jack P. Greene; род. 12 августа 1931, Лафейетт, Индиана) — американский историк, специалист по Atlantic history.
Доктор философии (1956), эмерит-профессор Университета Джонса Хопкинса, сотрудником кафедры истории которого являлся 39 лет. В 1990—1999 гг. заслуженный профессор Калифорнийского университета в Ирвайне. С 2000 года также адъюнкт-профессор в Университете Брауна. Член Американского философского общества (1992).
Наиболее известная работа — Pursuits of Happiness (1988).

## Биография и творчество
Окончил Университет Северной Каролины (бакалавр A.B., 1951) и Индианский университет (магистр M.A., 1952). Степень доктора философии получил в Университете Дьюка; все свои степени получил по истории.
Ныне именной эмерит-профессор Университета Джонса Хопкинса, где преподавал в 1966-90 и 1999—2005 гг. В 1990—1999 гг. заслуженный профессор Калифорнийского университета в Ирвайне. В 1975—1976 гг. именной профессор Оксфорда (Harold Vyvyan Harmsworth Professor of American History). Член Американской академии искусств и наук (2006).
Супруга — Amy Turner Bushnell. Называл своим другом Gordon S. Wood.
Автор или редактор 16 книг и многих статей, в особенности по Американской революции.
Автор Exclusionary Empire: English Liberty Overseas, 1600—1900 (2010); Constitutional Origins of the American Revolution (2011); Creating the British Atlantic: Essays on Transplantation, Adaptation, and Continuity (2011); Celebrating Empire and Confronting Colonialism in Eighteenth-Century Britain (2013); Settler Jamaica: A Social Portrait of the 1750s (2016). Другие работы:
- Peripheries and Center (1986)
- (Ред.) The American Revolution: Its Character and Limits (New York & London: New York University Press, 1987). Pp. 422. {Рец.}
- Imperatives, Behaviors, and Identities: Essays in Early American Cultural History (1992)
- Negotiated Authorities: Essays in Colonial Political and Constitutional History (1994)
- Understanding the American Revolution: Issues and Actors (1995)
- Interpreting Early America: Historiographical Essays (1996)